# Chokoro
Chokoro – appelé Sokoro en sénoufo – est une localité située dans le département de Koloko de la province du Kénédougou dans la région des Hauts-Bassins au Burkina Faso.

## Géographie
Chokoro est situé à environ 26 km du chef-lieu du département Koloko et à 9 km d'Ouolonkoto. Le village est constitué de quatre principaux quartiers que sont Barrobii kapan, Konaté kapan, Nadioho kapan, Ndogouli kapan ainsi que de cinq localités de brousse : Tufoo yone, Lougboho, Loufondo, Tchémogo Sigué, Dialakoro. Il possède également des marigots appelés Sokoro lounè, Lougboho, Loufondo et Toufo-yone-lounè.
La commune est quasi-uniquement habitée par des Sénoufos.

## Administration
Dépendant sur le plan administratif administratif du maire de Koloko (où le village a deux conseillers administratifs) dans ses rapports à l'État et pour l'organisation des services publics, le village de Chokoro répond également à une chefferie traditionnelle tenue par le chef scarificateur (Koulfolo) qui assure le respect et l'adoration des lieux sacrés et le chef du village (Kanhafolo) qui l'administre localement ; à Chokoro ces deux chefferies sont fusionnées. Cette chefferie est transmise de manière patrilinéaire au sein de la famille Barro et passe à l'homme le plus âgé dans la grande famille paternelle de l'ancien chef à sa mort ; les généalogies sont pour les chefs : Wouyegé Barro (le fondateur), Yifonngni Barro, Napaha Barro, Zangafigué Barro, Lohona Barro et Kutaan Barro.
Le village ne possède pas de chef de terre en propre, fonction qui est assurée par celui d'Ouolonkoto.

## Économie
L'économie de la commune repose sur l'agriculture de subsistance (maïs, sorgho, haricot, arachides, pois de terre) ainsi que sur la culture de rente du coton. Chokoro plusieurs Groupements de producteurs de coton dans le village ainsi que trois associations de culture (Tchikonfangnè, Tôfangnè et Faadiaké) et deux associations de femmes (Bènabèrè et Tognè). L'élevage (bœufs, chèvres, moutons, volailles) est aussi pratiqué.

## Santé et éducation
Le centre de soins le plus proche de Chokoro est le centre de santé et de promotion sociale (CSPS) de Zitonosso tandis que le centre médical avec antenne chirurgicale (CMA) le plus proche est à Orodara et que le centre hospitalier régional (CHR) est le CHU Souro-Sanon de Bobo-Dioulasso. Le village possède depuis 1986 un forage réalisé par la coopération chinoise qui est cependant en panne, ainsi que depuis 2005 un puits à grand diamètre fonctionnel dans le quartier Barrobii.
Le village possède une école primaire publique.

## Religion
Historiquement de religion traditionnelle reposant sur le fétichisme, Chokoro continue à le pratiquer avec l'adoration de deux grands fétiches que sont : le « Dopounguè » dans le quartier Barrobii et le « Konon » qui a cependant disparu avec le début de l'islamisation du village. Il existe un lieu sacré, Djinabi ou « génie du village ».
L'islam sunnite est la seule religion monothéiste pratiquée à Chokoro bien qu'il n'existe pas de mosquée.

## Culture
Chokoro possède un groupe de balafon qui se produit pour les fêtes ou les cérémonies religieuses.